# Kernkraftwerk Tatarstan
Das Kernkraftwerk Tatarstan (russisch Татарская АЭС/Tatarskaja AES [anhörenⓘ]; Tatarisches Kernkraftwerk) sollte nahe der Siedlung Kamskije Poljany am Fluss Kama in der Tatarischen ASSR, der heutigen Republik Tatarstan, entstehen. Der Bau wurde nach einiger Zeit eingestellt. Die Wiederaufnahme des Baus war immer wieder im Gespräch, wurde aber zuletzt 2005 – zumindest für diesen Standort – vom Parlament der Republik Tatarstan mit Verweis auf ökologische Bedenken abgelehnt.

## Geschichte
Im Zuge des sowjetischen Atomprogrammes wurde Anfang der 1980er Jahre beschlossen, entweder bei Kuibyschew (nicht zu verwechseln mit der gleichnamigen Millionenstadt, dem heutigen Samara) oder bei Kamskije Poljany ein Kernkraftwerk zu bauen. Die Wahl fiel schließlich auf Kamskije Poljany, weil eine Prüfung der Standorte insbesondere eine mangelhafte Infrastruktur im Gebiet um Kuibyschew ergeben hatte. Den Bau des Kraftwerks bei Kamskije Poljany unterstützten neben dem Ort selbst die Städte Nabereschnyje Tschelny, Nischnekamsk und Tschistopol, da sie sich wirtschaftliche Einnahmequellen und eine bessere Anbindung an das Stromnetz erhofften. Das Kraftwerk sollte nach dem Kernkraftwerk Tschernobyl die neue Musteranlage und Vorzeigeprojekt werden und wurde deshalb in der Sowjetunion als Projekt des Jahrtausends bezeichnet. Die Baupläne des Kraftwerkes wurden am 1. April 1987 fertiggestellt. Noch am gleichen Tag wurde mit dem Bau des ersten Blockes begonnen. Ab 1. Mai 1988 wurde begonnen, den zweiten Block zu bauen. Während des Baus wurde die Siedlung Kamskije Poljany ausgebaut, um genügend Wohnungen für die Arbeiter des Kraftwerks bereitzustellen.
Im Jahr 1990 waren die Kosten auf 96 bis 100 Millionen Rubel pro Jahr gestiegen. Während dieser Zeit arbeiteten rund 1000 Menschen auf der Baustelle des Kraftwerks. Es wurde rund um die Uhr gearbeitet, um das Projekt möglichst schnell zu realisieren. Der Bau der Reaktorgebäude ging aber sehr schleppend voran. Während dieser Zeit waren schon ein Großteil der Wohnungen und die Kühlwasseraufbereitungsanlage fertiggestellt. Der Kühlsee des Kraftwerks war zu dieser Zeit noch in Bau. Letztendlich wurde das Projekt aufgegeben, da der Bau zu teuer wurde und die Organisation des Baus fehlschlug. Alleine in der Planungsphase verschlang das Projekt über 288 Millionen Rubel und während der Bauzeit etwa 700 Millionen Rubel. Das Kraftwerk war zu diesem Zeitpunkt erst zu 25 % fertiggestellt.

## Daten der Reaktorblöcke
Das Kernkraftwerk Tatarstan sollte vier Blöcke umfassen:
| Reaktorblock       | Reaktortyp | Netto- leistung | Brutto- leistung | Anfang Projektplanung | Baubeginn  | Projekteinstellung |
| ------------------ | ---------- | --------------- | ---------------- | --------------------- | ---------- | ------------------ |
| Tatarstan-1 (Kama) | WWER-1000  | 950 MW          | 1.000 MW         | 1985                  | 01.04.1987 | 01.12.1993         |
| Tatarstan-2 (Kama) | WWER-1000  | 950 MW          | 1.000 MW         | 1985                  | 01.05.1988 | 01.12.1993         |
| Tatarstan-3 (Kama) | WWER-1000  | 950 MW          | 1.000 MW         | 1985                  | -          | 01.12.1993         |
| Tatarstan-4 (Kama) | WWER-1000  | 950 MW          | 1.000 MW         | 1985                  | -          | 01.12.1993         |